# Jim DeMint
Jim DeMint, född 2 september 1951 i Greenville, South Carolina, är en amerikansk republikansk politiker. Han är sedan 4 april 2013 chef för tankesmedjan Heritage Foundation. Han var ledamot av USA:s senat från South Carolina 2005–2013 och ledamot av USA:s representanthus 1999–2005.
DeMint gick i skola i Wade Hampton High School i Greenville. Han avlade 1973 kandidatexamen vid University of Tennessee och 1981 MBA vid Clemson University. Han var sedan verksam inom affärslivet i South Carolina.
DeMint efterträdde 1999 Bob Inglis som kongressledamot. Senator Ernest Hollings kandiderade inte till omval i senatsvalet 2004. DeMint vann valet och efterträdde Hollings i senaten i januari 2005. Han efterträddes i representanthuset av företrädaren Inglis. DeMint avgick 2013 som senator för att tillträda som chef för Heritage Foundation. Guvernör Nikki Haley utnämnde Tim Scott till DeMints efterträdare i senaten.